# George McPhee
George McPhee (* 2. července 1958, Guelph, Ontario, Kanada) je kanadský hokejový manažer. Od 1. září 2019 je bývalým generálním ředitelem Vegas Golden Knights, nyní u tohoto týmu působí jako prezident hokejových operací. 

## Časný život
Ačkoli se McPhee narodil a vyrůstal v Guelphu, v Ontariu, žil od svých dvou let v Glace Bay v Novém Skotsku, odkud pocházeli jeho otec a prarodiče.

## Hráčská kariéra
Před svou kariérou v managementu byl McPhee prominentním vysokoškolským hokejistou na Bowling Green State University pro hokejový tým Falcons. V roce 1982 se stal držitelem ceny Hobeyho Bakera (udělena nejlepšímu hráči univerzitního hokeje) a také byl vybrán do prvního All-Central Collegiate Hockey Association (CCHA) týmu. V letech 1979 a 1981 se stal hráčem druhého týmu All-CCHA a byl v roce 1979 byl zvolen nováčkem roku CCHA.
Poté, co opustil Bowling Green, stal se šampionem soutěže Central Hockey League (CHL) 1983–84 a získal Adamsův Pohár s týmem Tulsa Oilers, který v tu chvíli trénoval Tom Webster.
McPhee zahájil svou kariéru v NHL s týmem New York Rangers v play-off Stanley Cupu v sezóně 1982/1983. V této sezóně play-off porazili v osmifinále Philadelphii Flyers 3:0 na série, ve čtvrtfinále ale nestačili na svého městského rivala, tým New York Islanders 2:4 na série, kteří nakonec dokráčeli až do finále, kde porazili tým Edmonton Oilers 3:0 na série a získali Stanleyův pohár. V tomto play-off se on a Rayem Coteem z Edmontonu Oilers stali prvními hráči, kteří vstřelili tři góly v jednom play-off Stanley Cupu a poté odehráli zápas NHL v základní části. 
McPhee nakonec odehrál pouze 4 roky v NHl, a to konkrétně za týmy: New York Rangers (1984–1987) a New Jersey Devils (1987–1988).
Pak ještě odehrál pár zápasů v týmu Utica Devils (1988–1989) a zde ukončil svoji hráčskou kariéru.

## Manažerská kariéra

### Vancouver Canucks
V roce 1992 nastoupil McPhee do své první hlavní manažerské pozice v NHL, kde začínal jako viceprezident a ředitel hokejových operací ve Vancouveru Canucks a pomáhal tehdejšímu generálnímu manažerovi Patu Quinnovi. Díky nim se tým, během období 1992–1997, dostal celkem čtyřikrát do play-off Stanleyova poháru (1992/1993, 1993/1994, 1994/1995, 1995/1996) stal se šampionem Smytheovi divize (1992/1993) a hrál ve finále Stanley Cupu (1993/1994), kde podlehli nad týmem New York Rangers 3:4 na série.

### Washington Capitals
Když McPhee přestoupil do Washingtonu Capitals v roce 1997, tým se snažil otočit svou dlouholetou historii, protože patřil pravidelně k nejlepším týmům sezón NHL, ale během play-off pokaždé vypadl.
25. září 1999 McPhee, rozzlobený na to, co vnímal jako špinavou hru ze strany týmu Chicago Blackhawks, po exhibiční zápase svého mužstva proti nim, udeřil trenérku Blackhawks Lorne Mollekenovou mimo šatnu Chicaga. Mollekenová utrpěla zranění hlavy a v reakci na to hráči Blackhawks a pomocníci týmu skočili na McPheeho a pustili se do něj. 1. října 1999 komisař NHL Gary Bettman suspendoval McPheeho na jeden měsíc bez výplaty a uložil mu pokutu, v hodnotě 20 000 $. 
V průběhu sezóny 2003–04 se McPhee s majitelem Capitals Ted Leonsis rozhodli snížit plat hráčů na soupisce Capitals a zaměřit se na mladíky. Za pomoci těchto přestupů získali Capitals v té sezóně Sergeje Gonchara, Jaromíra Jágra, Petera Bondru, Michaela Nylandera, Mikea Griera, Roberta Langa a Steva Konowalchuka (pozdějšího kapitána týmu). McPhee potom také začal přestavovat tým výběrem ruského fenoménu Alexandra Ovečkina s prvním celkovým výběrem v draftu 2004. Ovečkin žil s McPheeovou rodinou jako nováček týmu (a pro něj i soutěže) během sezóna 2005–06. 
V roce 2014 skončilo McPheeovo působení ve Washingtonu, když Capitals odmítli obnovit jeho smlouvu. Jeho nástupcem se stal Brian MacLellan, McPheeův přítel z dětství a týmový kolega z Guelphu a vysokoškolský kolega v Bowling Green.

### New York Islanders
23. září 2015 bylo oficiálně oznámeno, že McPhee se připojí k týmu New York Islanders v roli náhradního guvernéra, vIceprezidenta a zvláštního poradce generálního manažera Gartha Snowa. Jenže na konci sezóny 2015/2016 z této pozice a klubu odešel.

### Vegas Golden Knights
Dne 13. července 2016, McPhee opustil organizaci Islanders poté, co byl najat Bill Foley, aby se stal novým generálním manažerem týmu. 20. června 2018 získal McPhee cenu generálního manažera NHL  poté, co dokázal s nováčkem ligy Vegas Golden Knights postoupit v jejich prémiové sezóně 2017/2018 až do finále play-off o Stanley Cup. Tam však ale je dokázal tým Washingtonu Capitals porazit 4:1 na série.

## Osobní život
McPhee je ženatý s manželkou Leah, se kterou má tři děti: syna Grahama a dcery Grayson a Adelaide.

## Statistiky jeho hráčské kariéry
| 1977–78    | Guelph Platers                 | OPJHL      | 48  | 53 | 57 | 110 | -  | - | - | - |
| 1978–79    | Bowling Green State University | CCHA       | 43  | 40 | 48 | 88  | -  | - | - | - |
| 1979–80    | Bowling Green State University | CCHA       | 34  | 21 | 24 | 45  | -  | - | - | - |
| 1980–81    | Bowling Green State University | CCHA       | 36  | 25 | 29 | 54  | -  | - | - | - |
| 1981–82    | Bowling Green State University | CCHA       | 40  | 28 | 52 | 80  | -  | - | - | - |
| 1982–83    | Tulsa Oilers                   | CHL        | 61  | 17 | 43 | 60  | -  | - | - | - |
| 1982–83    | New York Rangers               | NHL        | -   | -  | -  | -   | 9  | 3 | 3 | 6 |
| 1983–84    | New York Rangers               | NHL        | 9   | 1  | 1  | 2   | -  | - | - | - |
| 1983–84    | Tulsa Oilers                   | CHL        | 49  | 20 | 28 | 48  | -  | - | - | - |
| 1984–85    | New Haven Nighthawks           | AHL        | 3   | 2  | 2  | 4   | -  | - | - | - |
| 1984–85    | New York Rangers               | NHL        | 49  | 12 | 15 | 27  | 3  | 1 | 0 | 1 |
| 1985–86    | New York Rangers               | NHL        | 30  | 4  | 4  | 8   | 11 | 0 | 0 | 0 |
| 1986–87    | New York Rangers               | NHL        | 21  | 4  | 4  | 8   | 6  | 1 | 0 | 1 |
| 1987–88    | New Jersey Devils              | NHL        | 5   | 3  | 0  | 3   | -  | - | - | - |
| 1988–89    | Utica Devils                   | AHL        | 8   | 3  | 2  | 5   | 3  | 1 | 0 | 1 |
| 1988–89    | New Jersey Devils              | NHL        | 1   | 0  | 1  | 1   | -  | - | - | - |
| Součty NHL | Součty NHL                     | Součty NHL | 115 | 24 | 25 | 49  | 29 | 5 | 3 | 8 |

## Ocenění a úspěchy
| - 1979 CCHA Druhý All-stars tým - 1979 CCHA Rookie of the Year - 1981 CCHA Druhý All-stars tým - 1982 CCHA První All-stars tým | - Hráč roku CCHA pro rok 1982 - 1982 NCAA West First All-American Team - Pamětní cena Hobeyho Bakera z roku 1982 - Cena generálního manažera roku 2018 NHL |